# 永久生活產品
永久生活產品公司（Forever Living Products International, Inc.）是一家美國直銷公司，總部在亞利桑那州斯科茨代爾，在1978年5月13日成立。主要銷售產自蘆薈和蜜蜂的飲品、化粧品、營養補充劑及個人護理產品。在超過160個國家有業務。